# Песчановка (Самарская область)
Песчановка — посёлок в Красноярском районе Самарской области. Входит в состав сельского поселения Хорошенькое. 

## География
Находится у левого берега реки Сок на расстоянии примерно 17 километров по прямой на северо-восток от районного центра села Красный Яр.

## Население
Постоянное население составляло 0 человек в 2002 году, 6 в 2010 году.